# Simochromis
Simochromis és un gènere de peixos pertanyent a la família dels cíclids.

## Distribució geogràfica
Es troba a l'Àfrica oriental.

## Taxonomia
- Simochromis babaulti (Pellegrin, 1927)[3]
- Simochromis diagramma (Günther, 1894)[4]
- Simochromis margaretae (Axelrod & Harrison, 1978)[5]
- Simochromis marginatus (Poll, 1956)[6]
- Simochromis pleurospilus (Nelissen, 1978)[7][8][9][10][11][12][13]